# Radreng Rinpoche
| Tibetische Bezeichnung                                 |
| ------------------------------------------------------ |
| Tibetische Schrift: རྭ་སྒྲེང་རིན་པོ་ཆེ་                       |
| Wylie-Transliteration: rwa sgreng rin po che           |
| Offizielle Transkription der VRCh: Razhêng Rinboqê     |
| THDL-Transkription: Radreng Rinpoche                   |
| Andere Schreibweisen: Reting Rinpoche                  |
| Chinesische Bezeichnung                                |
| Traditionell: 熱振活佛、哷徵呼圖克圖、热振呼圖克圖     |
| Vereinfacht: 热振活佛、哷征呼图克图、热振呼图克图      |
| Pinyin:Rèzhèn huófó, Lǜzhēng hūtúkètú, Rèzhèn hūtúkètú |

Radreng Rinpoche ist der Titel einer bedeutenden Trülku-Linie der Gelug-Schule des tibetischen Buddhismus. Der Name „Radreng Rinpoche“ bezieht sich auf das 1056/1057 von Drom Tönpa gegründete Kloster Radreng in Zentraltibet, den traditionellen Stammsitz der Radreng Rinpoches.

## Geschichte
Der 1. Radreng Rinpoche Ngawang Chogden wurde 1719 Abt von Gyüme (tib.: rgyud smad). 1728 wurde er zum Yongdzin (tib.: yongs 'dzin; Tutor) des 7. Dalai Lama ernannt, und 1739 wurde er zum 54. Ganden Thripa gewählt. Das Amt des Ganden Thripa bekleidete er bis 1746.
Der 2. Radreng Rinpoche wurde 1761 als Trülku des Ngawang Chogden anerkannt. 1765 wurde er Thronhalter des Klosters Radreng. 1780 erhielt er die volle Ordination vom 6. Penchen Lama Lobsang Pelden Yeshe. Vom chinesischen Kaiser Qianlong erhielt er 1770 den Ehrentitel Archimen Nomihan.
Nach dem frühen Tod des 11. Dalai Lama amtierte der 3. Radreng Rinpoche als Zwischenregent in Tibet. Dem jungen 12. Dalai Lama gab er die Mönchsgelübde.
Der 5. Radreng Rinpoche Jampel Yeshe Gyeltshen wurde vom 13. Dalai Lama anerkannt. Er war zwischen 1934 und 1941 „Regent von Tibet“. 1935 war er maßgeblich an der Auffindung des 14. Dalai Lama beteiligt, später leitete er dessen Inthronisationsfeier. Sein Nachfolger wurde der 3. Tagdrag Trülku Ngawang Sungrab Thutob (1874–1952). 1947 wurde Jampel Yeshe Gyeltshen verhaftet und starb noch im selben Jahr im Gefängnis unter dem Potala-Palast in Lhasa vermutlich an Gift. Das Kloster Radreng wurde von tibetischen Truppen geplündert. Die Geschehnisse in diesem Zusammenhang, die auch als „Radreng-Intrige“ (Reting Conspiracy) bekannt sind, haben beinahe zu einem Bürgerkrieg in Tibet geführt.

### Nach 1947
Nach dem Tod des 5. Radreng Rinpoche wurde Tendzin Jigme Thutob Wangchug von der tibetischen Regierung als 6. Radreng Rinpoche anerkannt. Tendzin Jigme Thutob Wangchug verblieb nach der Flucht des 14. Dalai Lama 1959 in Tibet und starb 1997. Im Jahre 2000, nach der Flucht des Orgyen Thrinle Dorje nach Indien, verkündete die chinesische Regierung die Entdeckung eines 7. Radreng Rinpoche.
Eine weitere Person, die Anspruch auf den Titel des 6. Radreng Rinpoche erhebt, wendet dagegen ein, die tibetische Regierung habe nach dem Tod des 5. Radreng Rinpoche die Linie der Radreng Rinpoches unterdrücken wollen und einen unrechtmäßigen Kandidaten als 6. Radreng Rinpoche eingesetzt.

## Liste der Radreng Rinpoches
| #    | Name (Liste tibetischer Namen und Titel) | Lebensdaten | Umschrift nach Wylie                                 |
| ---- | ---------------------------------------- | ----------- | ---------------------------------------------------- |
| 1.   | Ngawang Chogden                          | 1677–1751   | ngag dbang mchog ldan                                |
| 2.   | Lobsang Yeshe Tenpa Rabgye               | 1759–1815   | blo bzang ye shes bstan pa rab rgyas                 |
| 3.   | Ngawang Yeshe Tshülthrim Gyeltshen       | 1816–1863   | ngag dbang ye shes tshul khrims rgyal mtshan         |
| 4.   | Ngawang Lobsang Yeshe Tenpe Gyeltshen    | ?           | ngag dbang blo bzang ye shes bstan pa’i rgyal mtshan |
| 5.   | Thubten Jampel Yeshe Tenpe Gyeltshen     | 1912–1947   | thub bstan ’jam dpal ye shes bstan pa’i rgyal mtshan |
| 6.1. | Tendzin Jigme Thutob Wangchug            | 1948–1997   | bstan ’dzin ’jigs med mthu stobs dbang phyug         |
| 6.2. | ?                                        | ?           | ?                                                    |